# Eznis Airways
Eznis Airways – mongolska linia lotnicza z siedzibą w Ułan Bator.